# (16070) Charops
(16070) Charops est un astéroïde troyen de Jupiter de 63,191 km de diamètre découvert en 1999.
Il doit son nom à Charops, un héros troyen de la mythologie grecque, tué au combat par Ulysse.

## Description
(16070) Charops a été découvert le 8 septembre 1999 à l'observatoire Magdalena Ridge, situé dans le comté de Socorro, au Nouveau-Mexique (États-Unis), par le projet Lincoln Near-Earth Asteroid Research (LINEAR).

### Caractéristiques orbitales
L'orbite de cet astéroïde est caractérisée par un demi-grand axe de 5,13 UA, un périhélie de 4,50 UA, une excentricité de 0,12 et une inclinaison de 16,25° par rapport à l'écliptique. Du fait de ces caractéristiques, à savoir un demi-grand axe compris entre 4,6 et 5,5 UA et un périhélie inférieur à 0,3 UA, il est classé, selon la JPL Small-Body Database, astéroïde troyen de Jupiter du camp troyen. Il est situé au point de Lagrange L5 du système Soleil-Jupiter.

### Caractéristiques physiques
(16070) Charops a une magnitude absolue (H) de 9,7 et un albédo estimé à 0,058, ce qui permet de calculer un diamètre de 63,191 km. Ces résultats ont été obtenus grâce aux observations du Wide-field Infrared Survey Explorer (WISE), un télescope spatial américain mis en orbite en 2009 et observant l'ensemble du ciel dans l'infrarouge, et publiés en 2012 dans un article regroupant les caractéristiques de 478 astéroïdes troyens,.